# Tajik League 2007
De Tajik League 2007 is het zestiende seizoen van het voetbalkampioenschap van Tadzjikistan (Ligai olii Toçikiston).
Het hoogste niveau bestaat uit elf voetbalclubs en er wordt gevoetbald van het voorjaar tot en met het najaar. Titelhouder van vorige seizoen is Regar-TadAZ Tursunzoda.

## Stand
| Pos | Team                       | Wed | W  | G | V  | Ptn | DV | DT | +/− |
| --- | -------------------------- | --- | -- | - | -- | --- | -- | -- | --- |
| 1   | Regar-TadAZ (C)            | 20  | 18 | 1 | 1  | 55  | 61 | 14 | +47 |
| 2   | Parvoz Bobojon Ghafurov    | 20  | 17 | 0 | 3  | 51  | 52 | 10 | +42 |
| 3   | Vakhsh Qurghonteppa        | 20  | 11 | 4 | 5  | 37  | 26 | 16 | +10 |
| 4   | Tajik Telecom Qurghonteppa | 20  | 11 | 4 | 5  | 37  | 44 | 23 | +21 |
| 5   | Hima Dushanbe              | 20  | 9  | 6 | 5  | 33  | 39 | 27 | +12 |
| 6   | Khujand                    | 20  | 8  | 3 | 9  | 27  | 27 | 37 | −10 |
| 7   | CSKA Pamir Dushanbe        | 20  | 7  | 1 | 12 | 22  | 34 | 44 | −10 |
| 8   | Dynamo Dushanbe            | 20  | 6  | 4 | 10 | 22  | 33 | 38 | −5  |
| 9   | Energetik Dushanbe         | 20  | 5  | 3 | 12 | 18  | 24 | 40 | −16 |
| 10  | Guardia Dushanbe           | 20  | 1  | 3 | 16 | 6   | 13 | 52 | −39 |
| 11  | Saroykamar Panj            | 20  | 1  | 3 | 16 | 6   | 19 | 71 | −52 |

## Topscores
| Rank | Spelers          | Club                    | Doelpunten |
| ---- | ---------------- | ----------------------- | ---------- |
| 1    | Sukhrob Khamidov | Hima Dushanbe           | 21         |
| 2    | Numon Hakimov    | Parvoz Bobojon Ghafurov | 20         |
| 3    | Abbos Abdulloyev | Regar-TadAZ             | 17         |

1992 · 1993 · 1994 · 1995 · 1996 · 1997 · 1998 · 1999 · 2000 · 2001 · 2002 · 2003 · 2004 · 2005 · 2006 · 2007 · 2008 · 2009 · 2010 · 2011 · 2012 · 2013 · 2014 · 2015 · 2016 · 2017 · 2018 · 2019 · 2020 · 2021 · 2022 · 2023 · 2024 · 2025
Chatlon · 
Choedzjand ·
CSKA Pomir · 
Doesjanbe-83 · 
Fajzdjand · 
Istaravshan · 
Istiklol · 
Koektosj Rudaki · 
Lokomotiv Pomir · 
Regar-TadAZ